# Чале, Хрвое
Хрвое Чале (хорв. Hrvoje Čale; 4 марта 1985, Загреб) — хорватский футболист, защитник.

## Карьера

### Клубная
Занимается футболом с 9 лет. Воспитанник школы загребского «Динамо». Дебютировал в команде в 2003 году, но чаще всего выходил на замену или в маловлияющих матчах. Выступал в аренде за «Интер» из Запрешича в сезоне 2004/05, получил достаточный опыт там и по возвращении в Загреб стал чаще выходить в основном составе.
В мае 2008 года за 2,5 миллиона евро перешёл в турецкий «Трабзонспор» по совету Давора Вугринца. По счёту Чале стал 68-м легионером в истории «Трабзонспора» и вторым хорватом (Вугринец был первым хорватом в клубе). Провёл 36 матчей в первом сезоне на позиции левого защитника, завоевал Кубок Турции в сезоне 2009/10 и принял участие в Суперкубке против «Бурсаспора» (победа 3:0), заработав в матче «горчичник». 19 июля 2011 расторг контракт по обоюдному согласию, 22 августа подписал контракт с «Вольфсбургом» до 30 июня 2014 и получил номер 26. В мае 2013 года подписал контракт с клубом «Васланд-Беверен».

### В сборной
Выступал во всех юношеских и молодёжных сборных Хорватии. Дебютировал в основном составе сборной 11 февраля 2009 в игре против Румынии.

## Титулы
- Победитель Кубка Турции 2009/10
- Победитель Суперкубка Турции 2010